# Oeneis mulla
Oeneis mulla är en fjärilsart som beskrevs av Otto Staudinger 1881. Oeneis mulla ingår i släktet Oeneis och familjen praktfjärilar. Inga underarter finns listade i Catalogue of Life.